# Albert H. Bowker
Albert Hosmer Bowker (8 septembre 1919 - 20 janvier 2008) est un statisticien et administrateur universitaire américain. 

## Biographie
Né à Winchendon dans le Massachusetts, il fréquente le Massachusetts Institute of Technology où il obtient un BS en mathématiques et va ensuite à l'Université Columbia où il obtient un doctorat dans les statistiques. Il travaille à l'Université Stanford de la fin des années 1940 au début des années 1950. En 1953, il est élu membre de l'American Statistical Association. Il est ensuite chancelier de l'Université de la ville de New York de 1963 à 1971. Au cours de cette période, en 1964, il épouse sa deuxième épouse, Rosedith Sitgreaves, elle-même une statisticienne notable qui a suivi le programme d'études supérieures en statistiques à l'Université Columbia avec Bowker et était à l'époque professeur à Columbia. Il est chancelier de l'Université de Californie à Berkeley de 1971 à 1980  jusqu'à ce qu'il occupe le poste de secrétaire adjoint américain à l'éducation postsecondaire dans l'administration Carter. Après 1 an, il part à l'Université du Maryland pour occuper le poste de doyen de l'École des affaires publiques. Il est décédé d'un cancer du pancréas en 2008.